# Ischnocnema vizottoi
Espèce
Ischnocnema vizottoi  est une espèce d'amphibiens de la famille des Brachycephalidae.

## Répartition
Cette espèce est endémique du Brésil. Elle se rencontre au-dessus de 1 300 m d'altitude dans la serra da Mantiqueira :
- à Campos do Jordão, à Pindamonhangaba, à São Bento do Sapucaí et à São José do Barreiro dans l'État de São Paulo ;
- à Camanducaia au Minas Gerais.

## Description
Les mâles mesurent de 13,3 à 16,6 mm et les femelles de 18,4 à 22,1 mm.

## Étymologie
Cette espèce est nommée en l'honneur de Luiz Dino Vizotto.

## Publication originale
- Martins & Haddad, 2010 : A new species of Ischnocnema from highlands of the Atlantic forest, southeasteastern Brazil (Terrarana, Brachycephalidae). Zootaxa, no 2617, p. 55-65.